# Love (álbum de Michael Bublé)
Love (estilizado como emoji de coração vermelho) é o décimo álbum de estúdio do cantor canadense Michael Bublé, lançado em 16 de novembro de 2018 pela Reprise Records. O álbum tem como primeiro single a regravação da canção "When I Fall in Love", popularizada por Doris Day em 1952.
Em entrevista ao Daily Mail, Bublé teria afirmado que este seria seu último álbum e que também não voltaria a conceder entrevistas, pois o diagnóstico de câncer de seu filho o havia conduzido "a uma reavaliação do que realmente é importante em sua vida". O cantor canadense também afirmou que este era o "álbum perfeito" e que, portanto, o que o faria se ausentar do cenário musical "em grande fase". Entretanto, sua assessoria de imprensa negou as informações e classificou-as como "rumores de tabloide", negando que Bublé não estaria sequer cogitando uma aposentadoria dos palcos.

## Antecedentes e composição
Love é o primeiro lançamento de Bublé após um hiato de dois anos, seguindo o tratamento de câncer de fígado por seu filho primogênito, o que o teria feito reconsiderar "nunca mais retornar ao cenário musical". Posteriormente, no entanto, Bublé voltou a compor e gravar canções em estúdio conforme a condição de seu filho avançava. Sobre o álbum, o cantor afirmou: "Meu último lance para a nova gravação foi criar uma série de pequenas histórias cinemáticas para cada canção." Uma vez formado o projeto do álbum, Bublé apresentou a ideia aos membros de sua banda quando visitavam sua residência em Vancouver para uma jam session casual.
Das 11 canções do álbum, somente "Forever Now" e "Love You Anymore" são originais, tendo sido compostas pelo próprio Bublé em parcerias. O cantor convenceu seu mentor, o lendário produtor David Foster, a romper com o ostracismo e produzir parte do álbum. Bublé considerou intitular o álbum de My Romance em referência ao seu longo romance com a música, porém decidiu por um título simples que não envolvesse frequentes explanações contextuais.

## Divulgação
Bublé anunciou seu retorno ao cenário musical através de uma transmissão ao vivo no Facebook, onde reconheceu o tempo que havia passado longe dos estúdios. O álbum foi então chamado de "o mais romântico até então". Em 26 de outubro, o cantor apresentou um trecho de "Love You Anymore", uma das duas canções originais do álbum, no quadro Carpool Karaoke do programa televisivo The Late Late Show with James Corden. Em 11 de novembro, Bublé apresentou canções do álbum no The X Factor. 

### Singles
"When I Fall in Love", o primeiro single do álbum, foi lançado em 27 de setembro de 2018. Foi seguido pela canção original "Love You Anymore", lançada em 12 de outubro. O último single foi "Such a Night", lançado em 9 de novembro, uma semana antes do lançamento do álbum integral. 

## Desempenho comercial
No Canadá, Love estreou em segundo lugar na Canadian Albums Chart com vendas equivalentes a 26 mil cópias. É o sétimo lançamento do artista a estrear em segundo lugar no país. Na segunda semana de lançamento, o álbum alcançou a segunda posição na parada musical com 21 mil cópias vendidas. 
Nos Estados Unidos, Love estreou em segundo lugar na Billboard 200, contabilizando mais de 110 mil cópias vendidas, das quais 105 mil eram vendas isoladas. Tornou-se o oitavo trabalho de Bublé a emplacar entre as dez primeiras colocações da tabela musical e o sexto a ocupar as duas primeiras colocações na Billboard 200. 

## Lista de faixas
| N.º            | Título                                                 | Compositor(es)                                       | Duração |  |
| 1.             | "When I Fall in Love"                                  | Edward Heyman Victor Young                           | 4:03    |  |
| 2.             | "I Only Have Eyes for You"                             | Al Dubin Harry Warren                                | 3:22    |  |
| 3.             | "Love You Anymore"                                     | Ilsey Juber Johan Carlsson Charlie Puth Scott Harris | 3:02    |  |
| 4.             | "La vie en rose" (com Cécile McLorin Salvant)          | Louiguy Marquerite Monnot Édith Piaf                 | 3:49    |  |
| 5.             | "My Funny Valentine"                                   | Lorenz Hart Richard Rodgers                          | 4:25    |  |
| 6.             | "Such a Night"                                         | Lincoln Chase                                        | 3:17    |  |
| 7.             | "Forever Now"                                          | Alan Chang Michael Bublé Ryan Lerman Tom Jackson     | 3:40    |  |
| 8.             | "Help Me Make It Through the Night" (com Loren Allred) | Kris Kristofferson                                   | 3:42    |  |
| 9.             | "Unforgettable"                                        | Irving Gordon                                        | 3:08    |  |
| 10.            | "When You're Smiling"                                  | Joe Goodwin Larry Shay Mark Fisher                   | 2:50    |  |
| 11.            | "Where or When"                                        | Lorenz Hart Richard Rodgers                          | 3:05    |  |
| Duração total: | Duração total:                                         | Duração total:                                       | 38:23   |  |

| Versão Deluxe  |                           |                               |         |  |
| N.º            | Título                    | Compositor(es)                | Duração |  |
| 12.            | "When You're Not Here"    | Alfredo Le Pera Carlos Gardel | 3:38    |  |
| 13.            | "I Get a Kick Out of You" | Cole Porter                   | 2:57    |  |
| Duração total: | Duração total:            | Duração total:                | 44:58   |  |